# Alexandru Munteanu (Eishockeyspieler)
Alexandru Munteanu (* 28. Juni 1987 in Bukarest) ist ein rumänischer Eishockeyspieler, der seit 2022 erneut bei Sportul Studențesc in der rumänischen Eishockeyliga unter Vertrag steht.

## Karriere

### Club
Alexandru Munteanu begann seine Karriere bei Steaua Bukarest in seiner Geburtsstadt. Mit Steaua wurde er 2005 rumänischer Meister. Anschließend wechselte er zum Lokalrivalen Sportul Studențesc, wo er insgesamt fünf Jahre unter Vertrag stand und mit Ausnahme der Spielzeit 2008/09, als Sportul zweitklassig spielte, in der rumänischen Eishockeyliga eingesetzt wurde. 2010 kehrte er zu Steaua zurück und spielte für den Klub neben seinen Einsätzen in der heimischen Liga von 2010 bis 2012 auch in der multinationalen MOL Liga. 2011 gelang ihm mit Steaua der Gewinn des Landespokals. 2014 hatte er hinter seinem Mannschaftskameraden Constantin Mircea die zweitbeste Plus/Minus-Bilanz des Turniers. 2015 wechselte er zum Ligakonkurrenten CSM Dunărea Galați. Mit dem Klub von der moldawischen Grenze, mit dem er ab 2016 auch in der MOL Liga spielte, wurde er 2016 rumänischer Meister und Pokalsieger. Nachdem er 2018 seine Karriere vorübergehend unterbrochen hatte, spielt er seit 2022 wieder für Sportul Studențesc in der rumänischen Eishockeyliga.

### International
Munteanu war bereits im Juniorenbereich bei Weltmeisterschaften aktiv: Er nahm an den U18-Weltmeisterschaften 2005 sowie an den U20-Weltmeisterschaften 2006 und 2007 jeweils an der Division II teil.
Sein Debüt in der Herren-Nationalmannschaft gab Munteanu hingegen erst bei der Weltmeisterschaft 2014 als die Rumänen aus der Division I abstiegen. Daraufhin spielte er 2015 in der Division II, wo der sofortige Wiederaufstieg gelang. Bei der Weltmeisterschaft 2016 spielte er dann erneut in der Division I.

## Erfolge
- 2005 Rumänischer Meister mit Steaua Bukarest
- 2014 Rumänischer Pokalsieger mit dem CSU Steaua Bukarest
- 2015 Aufstieg in die Division I, Gruppe B, bei der Weltmeisterschaft der Division II, Gruppe A
- 2016 Rumänischer Meister und Pokalsieger mit dem CSM Dunărea Galați

## MOL-Liga-Statistik
(Stand: Ende der Saison 2016/17)